# Кесчоареле (Гейсень, Джурджу)
Кесчоареле (рум. Căscioarele) — село у повіті Джурджу в Румунії. Входить до складу комуни Гейсень.
Село розташоване на відстані 37 км на захід від Бухареста, 71 км на північ від Джурджу, 146 км на схід від Крайови, 128 км на південь від Брашова.

## Населення
За даними перепису населення 2002 року у селі проживали 2143 особи. Усі жителі села рідною мовою назвали румунську.
Національний склад населення села:
| Національність | Кількість осіб | Відсоток |
| -------------- | -------------- | -------- |
| румуни         | 2116           | 98,7%    |
| цигани         | 27             | 1,3%     |